# 235 км (зупинний пункт)
235 км — зупинний пункт Полтавської дирекції Південної залізниці. Знаходиться у селі Устимівка між станціями Вербки та з.п. 232 км.

## Історія
Зупинний пункт спорудили 1887 року під час прокладання шляху Кременчук — Ромодан довжиною в 200 верст.

## Пасажирське сполучення
Тут зупиняються приміські дизельні-поїзди на Ромодан та Кременчук. Приміський поїзд Кременчук — Хорол та Хорол — Кременчук. Рейковий автобус Кременчук — Веселий Поділ та Веселий Поділ — Кременчук.